# Widad Adabi Boufarik (football)
Maillots
Actualités
Dernière mise à jour : 27 décembre 2023.
Le Widad Adabi Boufarik (en arabe : وداد أدبي بوفاريك), plus couramment abrégé en WA Boufarik ou WAB, est un club algérien de football fondé en 1945 et basé dans la commune de Boufarik, à Blida.

## Histoire
Après une réunion des nationalistes algériens qui ont décidé de fondé un club sportif musulman de mitidja devant les français, Kessi Chérif (1913-2004), Premier président et fondateur du Widad Alfa Boufarik (WAB, 1945), Membre du MTLD, PPA et Étoile nord-africaine, membre fondateur du Comité d'action révolutionnaire nord-africain CARNA, décide de nommé ce nouveau club sur le même nom du club marocain WAC. Après son passage historique en Algérie française entre jeudi 30 décembre 1943 et lundi 3 janvier 1944 après le geste qu'il a fait de ne pas jouer le match s'il y a pas les drapeaux Marocain et Algérien, ainsi que le parcours qu'il a fait en gagnant contre la sélection d'Angleterre et remportant la coupe du Nouvel An.
- 24 novembre 1945 : Fondation du club sous le nom de la Jeunesse Sportive Musulmane de Boufarik.
- 1947 : Le club est renommé Widad Athlétique de Boufarik.
- 25 juin 1963 : Fondation du deuxième club sous le nom de la Jeunesse Sportive Musulmane de Boufarik.

Créé en 1945, la jeunesse sportive musulmane Boufarikois à d'abord disputé le championnat de la FSGT, sous l'instigation de Saib Ali qui jouait au Mouloudia d'Alger. Quelques années plus tard, le Widad  Athlétic de Boufarik la remplacer pour participer en 3ème division du championnat organisé par la Fédération française de football. En 1956, il sera en division première. aavec l'indépendance, il garde son sigle pour évoluer en nationale I et II

## Résultats sportifs

### Palmarès
| Compétitions nationales |
| --- |
| - Ligue 2 (3) : - Champion : 1972-73, 1981-82 et 1992-93. - DNA (4) : - Champion Gr. centre : 1990-91, 2001-02, 2009-10 et 2015-16. - Coupe d'Algérie - Demi-finaliste : 1996-97. |

### Bilan sportif
Le WAB a joué plusieurs années en 2e division algérienne, et même en 1re division.
Après avoir été absent pendant neuf ans, le WAB revient en Ligue 2 à l'issue de la saison 2015-16, à la suite de sa victoire sur le leader NARB Réghaia lors de la dernière journée.
| Nationale     | Saisons | Titres | J   | G   | N   | P   | Bp  | Bc  | Diff |
| ------------- | ------- | ------ | --- | --- | --- | --- | --- | --- | ---- |
| Ligue 1       | 14      | 00     | 424 | 127 | 124 | 173 | 404 | 518 | -114 |
| Ligue 2       | (17/11) | 3      | 311 | 126 | 81  | 104 | 385 | 340 | +45  |
| Division 3    | (16/9)  | 2      | 248 | 100 | 65  | 83  | 268 | 255 | +13  |
| Total Général | 51      | 5      | -   | -   | -   | -   | -   | -   | -    |

### Les différents noms du club
| Jeunesse Sportive Musulmane de Boufarik |
| --------------------------------------- |

| Widad Athlétique de Boufarik |
| ---------------------------- |

| Widad Ofla Boufarik |
| ------------------- |

| Widad Adabi Boufarik |
| -------------------- |

## Parcours

### Classement en championnat par année
- 1962-63 : C-H Gr. centre, ?e
- 1963-64 : D-H Gr. centre, 7e
- 1964-65 : D-H Gr. centre (D2), 7e
- 1965-66 : D-H Gr. centre (D2), 11e
- 1966-67 : DH Gr. centre (D3), 3e
- 1967-68 : DH Gr. centre (D3), 2e
- 1968-69 : DH Gr. centre (D3), ?e
- 1969-70 : DH Gr. centre (D3), 1re
- 1970-71 : D2 Centre ouest, 4e
- 1971-72 : D2 Centre Gr.1, 2e
- 1972-73 : D2 Centre, 1re
- 1973-74 : D1, 11e
- 1974-75 : D1, 13e
- 1975-76 : D1, 12e
- 1976-77 : D2 Centre, 4e
- 1977-78 : D2 Centre, 10e
- 1978-79 : D2 Centre, 3e
- 1979-80 : D2 Centre-Ouest, 4e
- 1980-81 : D2 Centre-Ouest, 5e
- 1981-82 : D2 Centre-Ouest, 1re
- 1982-83 : D1, 13e
- 1983-84 : D1, 8e
- 1984-85 : D1, 7e
- 1985-86 : D1, 14e
- 1986-87 : D1, 20e
- 1987-88 : D2 Centre, 6e
- 1988-89 : D3 Centre, ?e
- 1989-90 : D3 Centre, 2e
- 1990-91 : D3 Centre, 3e
- 1991-92 : D2 Centre, 4e
- 1992-93 : D2 Centre, 1re
- 1993-94 : D1, 6e
- 1994-95 : D1, 13e
- 1995-96 : D1, 13e
- 1996-97 : D1, 13e
- 1997-98 : D1 Gr B, 7e
- 1998-99 : D1 Centre-Ouest, 13e
- 1999-00 : D3 Centre, 13e
- 2000-01 : D3 Centre, 7e
- 2001-02 : D3 Centre, ?e
- 2002-03 : D2 Centre, 7e
- 2003-04 : D2 Centre, 6e
- 2004-05 : D2 Centre, 12e
- 2005-06 : D2 Centre, 14e
- 2006-07 : D2 Centre, 17e
- 2007-08 : D3 Centre, 13e
- 2008-09 : D3 Centre, 2e
- 2009-10 : D3 Centre, 1re
- 2010-11 : D3 Centre, 3e
- 2011-12 : D3 Centre, 1re
- 2012-13 : D3 Centre, 11e
- 2013-14 : D3 Centre, 15e
- 2014-15 : D3 Centre, 1re
- 2015-16 : D2 Centre, 14e
- 2016-17 : D2 Centre, 14e
- 2017-18 : D3 Centre, 5e
- 2018-19 : D3 Centre, 8e
- 2019-20 : D3 Centre, 2e
- 2020-21 : D2 Centre, 5e
- 2021-22 : D2 Centre, 9e
- 2022-23 : D2 Centre, 8e
- 2023-24 : D2 Centre, 14e

### Parcours du WAB en coupe d'Algérie
| Saison  | Tour        | Matchs           | Résultats     |
| ------- | ----------- | ---------------- | ------------- |
| 1962-63 | 1/8 finale  | JSM Philipeville | 2-1           |
| 1963-64 | 1/16 finale | MC Alger         | 2-1           |
| 1964-65 | 1/16 finale | USM Blida        | 2-0           |
| 1965-66 | 1/4 finale  | ES Sétif         | 3-1           |
| 1966-67 | 1/4 finale  | CR Belcourt      | 5-0           |
| 1967-68 | ?           | ?                | ?             |
| 1968-69 | 1/4 finale  | CR Belcourt      | 1-0           |
| 1969-70 | 1/32 finale | US Maison-Carrée | 3-3 (corners) |
| 1970-71 | 1/16 finale | RC Kouba         | 1-0           |
| 1971-72 | 1/32 finale | AR El Harrach    | 0-2           |
| 1972-73 | 1/32 finale | JS Kawkabi       | 1-0           |
| 1973-74 | 1/16 finale | NA Hussein Dey   | 2-1           |
| 1974-75 | 1/32 finale | USMM Hadjout     | 3-2           |
| 1975-76 | 1/4 finale  | SA Mohamadia     | 2-1 a.p       |
| 1976-77 | 1/4 finale  | CR Belcourt      | 2-1           |
| 1977-78 | ?           | ?                | ?             |
| 1978-79 | 1/16 finale | CS Constantine   | 2-1           |
| 1979-80 | ?           | ?                | ?             |
| 1980-81 | 1/16 finale | MC Alger         | 1-0           |
| 1981-82 | 1/32        | IB Lakhdaria     | 2-1           |
| 1982-83 | 1/8 finale  | USM El Harrach   | 2-0           |
| 1983-84 | 1/8 finale  | JH Djazaïr       | 2-0           |
| 1984-85 | 1/8 finale  | MC Oran          | 3-0           |
| 1985-86 | 1/4 finale  | JE Tizi Ouzou    | 4-2           |
| 1986-87 | 1/16 finale | CR Belcourt      | 1-0           |
| 1987-88 | 1/64 finale | CRB Djefla       | 1-0 a.p       |
| 1988-89 | 1/32 finale | IRB El Biar      | 0-0 t.a.b 5-4 |
| 1989-90 | N.J         | N.J              | N.J           |
| 1990-91 | 1/8 finale  | USM Annaba       | 2-0           |
| 1991-92 | 1/32 finale | RC Arbaa         | 3-1           |
| 1992-93 | N.J         | N.J              | N.J           |
| 1993-94 | 1/16 finale | USM Oran         | 1-0           |
| 1994-95 | 1/32 finale | WA Constantine   | 1-0           |
| 1995-96 | 1/32 finale | USM Alger        | 2-1           |
| 1996-97 | 1/2 finale  | USM Alger        | 1-0 a.p       |
| 1997-98 | 1/32 finale | JSM Tiaret       | 4-1           |
| 1998-99 | 1/32 finale | USM Blida        | 1-0           |
| 1999-00 | ?e T.R      | ?                | ?             |
| 2000-01 | 1/32 finale | JSM Tiaret       | 0-0 t.a.b 4-3 |
| 2001-02 | ?e T.R      | ?                | ?             |
| 2002-03 | 1/32 finale | NA Hussein Dey   | 2-1 a.p       |
| 2003-04 | 1/8 finale  | USM Alger        | 2-0           |
| 2004-05 | 1/32 finale | JSM Skikda       | 1-0           |
| 2005-06 | 1/32 finale | CRB El Milia     | 2-1           |
| 2006-07 | 1/32 finale | MSP Batna        | 2-1           |
| 2007-08 | ?e T.R      | ?                | ?             |
| 2008-09 | 1/64 finale | SKAF Khemis      | 2-1           |
| 2009-10 | 1/64 finale | SC Aïn Defla     | ?             |
| 2010-11 | ?e T.R      | ?                | ?             |
| 2011-12 | 1/8 finale  | CRB Aïn Oussara  | 3-1 a.p       |
| 2012-13 | 1/32 finale | AS Aïn M'lila    | 1-1 t.a.b 5-3 |
| 2013-14 | ?e T.R      | ?                | ?             |
| 2014-15 | 4e T.R      | OC Boukhari      | 0-0 t.a.b     |
| 2015-16 | 4e T.R      | ORB Oued Fodda   | 2-0           |
| 2016-17 | 1/64 finale | ASO Chlef        | 2-1           |
| 2017-18 | 4e T.R      | CRB Aïn Oussara  | 2-1           |
| 2018-19 | 1/64 finale | CRB Aïn Oussara  | 2-0           |
| 2019-20 | 1/4 finale  | US Biskra        | 1-1           |
| 2020-21 | N.J         | N.J              | N.J           |
| 2021-22 | N.J         | N.J              | N.J           |
| 2022-23 | 3e T.R      | CB Beni Slimane  | -             |
| 2023-24 | 1/32 finale | USM Khenchela    | 4-0           |

### Statistiques Tour atteint
Le WAB a participé en 55 édition, éliminé au tours régionale 13 fois et atteint les tours finale 35 fois.
| Édition | 1er tour | 2e tour | 3e tour | 4e tour | 64e de finale | 32e de finale | 16e de finale | 8e de finale | Quart de finale | Demi-finale | Finale | Champion |
| ------- | -------- | ------- | ------- | ------- | ------------- | ------------- | ------------- | ------------ | --------------- | ----------- | ------ | -------- |
| 55      | -        | -       | -       | 03      | 05            | 14            | 07            | 07           | 06              | 01          | 00     | 00       |

## Identité du club

### Logos
Les couleurs du WA Boufarik sont l'Orange et le Vert.

Logo actuel du club

## Culture populaire

### Supporteurs
| Nom                    | Abréviation | Date de création | Emplacement du stade |
| ---------------------- | ----------- | ---------------- | -------------------- |
| Ultras Orange Warriors | UOW         | 2015             | Gradin               |
| Groupe Black Hawk      | GBH         | 2017             | chatila              |